# هيروس أوف مايت أند ماجيك 5: ترايبس أوف إيست
هيروس أوف مايت أند ماجيك 5: ترايبس أوف إيست (بالإنجليزية: Heroes of Might and Magic V: Tribes of the East)‏ هي لعبة فيديو استراتيجية تناوب الأدوار تم إنتاجها في سنة 2007، تم إنتاج اللعبة عن طريق شركة نيفال إنتراكتيف وثم تم نشرها عن طريق شركة يوبي سوفت لأجهزة الخاصة بنظام مايكروسوفت ويندوز، هذه اللعبة هي حزمة توسعة للعبة هيروس أوف مايت أند ماجيك 5 التي تم إنتاجها في سنة 2006 والتي كانت النسخة الخامسة من سلسلة ألعاب هيروس أوف مايت أند ماجيك.